# Cygames
Cygames (株式会社, Kabushiki gaisha Saigēmusu) é um estúdio de desenvolvimento de jogos eletrônicos japonês criado em 2011 pela CyberAgent. A empresa de jogos para celular e comércio eletrônico DeNA adquiriu 24% das ações do estúdio em 2012, e a Nintendo adquiriu 5% em 2018, deixando a CyberAgent com 69% das ações e, dessa forma, são a empresa-mãe da Cygames. Desde sua criação, a empresa produziu jogos para celular, inicialmente na plataforma Mobage, e a partir de 2013 para Android e iOS. A sede da empresa é localizada em Tóquio, com outras divisões localizadas em Osaka e Saga no Japão e em Seul na Coreia do Sul.
Propriedades intelectuais importantes incluem Rage of Bahamut (2011), The Idolmaster Cinderella Girls (2011, com a Bandai Namco Entertainment), Granblue Fantasy (2014) e Shadowverse (2016). A empresa começou a desenvolver jogos para consoles em 2015. Em 2016, a Cygames anunciou a criação do estúdio de anime CygamesPictures. A empresa também começou a financiar animes para suas propriedades mobile e para novos projetos e adaptações, e entrou nos mercados de mangá, música e design na mesma época.

## História
A Cygames, Inc. foi fundada em maio de 2011 pela CyberAgent, uma empresa japonesa de serviços web. Em 2012, a DeNA adquiriu 24% das ações da Cygames. Pouco tempo depois, o estúdio foi escolhido pelo Gamasutra como um dos 10 melhores desenvolvedores de jogos eletrônicos do ano.
Em junho de 2012, a Cygames fundou a CyDesignation, uma empresa especializada em design, ilustração, planejamento e desenvolvimento de jogos. Em março de 2016, a Cygames anunciou a fundação de sua própria divisão para produção de anime na forma da subsidiária CygamesPictures para realizar o planejamento, a produção e a animação tanto para propriedades intelectuais da Cygames quanto para projetos originais. Em junho de 2016, a Cygames anunciou a aquisição do estúdio de anime e jogos eletrônicos Kusanagi.
Em 2016, a Cygames anunciou que estava desenvolvendo Project Awakening, seu primeiro grande título para consoles, e que tinha criado um estúdio em Osaka focado especialmente em jogos para consoles.
Em maio de 2017, a Cygames e a Kodansha anunciaram que estavam formando uma parceria para lançar uma nova marca chamada Cycomi. A marca publicaria fisicamente, em volumes distribuídos pela Kodansha, os mangás já publicados online pela Cygames em seu próprio site e aplicativo chamado Cycomics. Em 8 de junho de 2017, a Cygames e sua empresa-mãe CyberAgent anunciaram que fundariam o CA-Cygames Anime Fund, um fundo para investir em propriedades intelectuais de animes que injetaria dinheiro ao comitê de produção para obter os direitos de streaming na internet e de produzir jogos, com um total disponível de 3 bilhões de ienes.
Em 2017, a Cygames fundou sua própria equipe de eSports, a Cygames Beast, com os jogadores de Street Fighter Daigo Umehara, Snake Eyez e PR Balrog. Desde julho de 2017, a Cygames é patrocinadora oficial do Juventus Football Club. Em abril de 2018, uma parceria com a Nintendo foi anunciada para desenvolver o jogo Dragalia Lost. Para faciliar a parceria, a Nintendo adquiriu aproximadamente 5% das ações da Cygames. Em maio de 2018, a Cygames anunciou a criação de uma empresa subsidiária para produção de música e administração de artistas, chamada Cymusic.

## Jogos desenvolvidos

### Jogos para celular/navegadoresweb
| Título                                           | Data de lançamento                                        | Publicadora                           | Plataformas                                      | JP  | WW        | Ref.                |
| ------------------------------------------------ | --------------------------------------------------------- | ------------------------------------- | ------------------------------------------------ | --- | --------- | ------------------- |
| Rage of Bahamut                                  | - JP: 1 de setembro de 2011                               | - WW: DeNA                            | Mobage                                           | Sim | Não       | [ 19 ]              |
| The Idolmaster Cinderella Girls                  | - JP: 28 de novembro de 2011                              | - JP: Bandai Namco                    | Mobage, Android, iOS, AndApp                     | Sim | Não       | [ 20 ]              |
| Saint Seiya Galaxy Card Battle                   | - JP: 12 de abril de 2012                                 | - JP: DeNA                            | Mobage                                           | Sim | Não       | [ 21 ]              |
| Disney Fantasy Quest                             | - JP: abril de 2012                                       | - JP: DeNA                            | Mobage                                           | Sim | Não       | [ 22 ]              |
| Super Sentai Heroes                              | - JP: 26 de abril de 2012                                 | - JP: Bandai Namco                    | Mobage                                           | Sim | Não       | [ 23 ]              |
| Battle Spirits: Hasha no Houkou                  | - JP: abril de 2012                                       | - JP: Bandai Namco                    | Mobage                                           | Sim | Não       | [ 24 ]              |
| Sakatsuku S World Stars                          | - JP: junho de 2012                                       | - JP: SEGA                            | Mobage                                           | Sim | Não       | [ 25 ]              |
| Rekka no Honoo BURNING EVOLUTION                 | - JP: 19 de julho de 2012                                 | - JP: Cygames                         | Mobage                                           | Sim | Não       | [ 26 ]              |
| TIGER & BUNNY Lord of Hero                       | - JP: 27 de julho de 2012                                 | - JP: Bandai Namco                    | Mobage                                           | Sim | Não       | [ 27 ] [ 28 ]       |
| Sangokushi Puzzle Taisen                         | - JP: 26 de agosto de 2013                                | - JP: Cygames                         | Android, iOS                                     | Sim | Não       | [ 29 ]              |
| Knights of Glory                                 | - JP: novembro de 2013                                    | - JP: Cygames                         | Mobage                                           | Sim | Não       | [ 30 ]              |
| Dragon Quest Monsters: Super Light               | - JP: 23 de janeiro de 2014                               | - JP: Square Enix                     | Android, iOS                                     | Sim | Não       | [ 31 ]              |
| Granblue Fantasy                                 | - JP: 10 de março de 2014                                 | - JP: Cygames                         | Mobage, AndApp, GREE, Yahoo! Games, Android, iOS | Sim | Não [ c ] | [carece de fontes?] |
| Battle Champs                                    | - WW: 12 de fevereiro de 2015                             | - WW: Cygames                         | Android, iOS                                     | Sim | Sim       | [ 32 ]              |
| Princess Connect!                                | - JP: 18 de fevereiro de 2015                             | - JP: Cygames / CyberAgent            | Ameba                                            | Sim | Não       | [ 33 ]              |
| LINE Paper Dash World                            | - JP: março de 2015                                       | - JP: Line Corporation                | LINE GAME                                        | Sim | Não       | [ 34 ]              |
| The Idolmaster Cinderella Girls: Starlight Stage | - JP: 3 de setembro de 2015                               | - JP: Bandai Namco                    | Android, iOS                                     | Sim | Não       | [ 35 ]              |
| Rabitobi                                         | - JP: setembro de 2015                                    | - JP: Cygames                         | Android, iOS                                     | Sim | Não       | [ 36 ]              |
| Kindai Mahjong All Stars Touhaiden               | - JP: setembro de 2015                                    | - JP: Cygames                         | Android, iOS                                     | Sim | Não       | [ 37 ]              |
| Shadowverse                                      | - WW: 17 de junho de 2016                                 | - WW: Cygames                         | Android, iOS, DMM Games, Steam                   | Sim | Sim       | [ 38 ]              |
| Lost Order                                       | - JP: 9 de agosto de 2017                                 | - JP: Cygames                         | Android, iOS                                     | Sim | Não       | [ 39 ]              |
| Sevens Story                                     | - JP: 18 de agosto de 2017                                | - JP: Cygames                         | Android, iOS                                     | Sim | Não       | [ 40 ]              |
| Odin Crown                                       | - JP: 8 de fevereiro de 2018                              | - JP: Cygames                         | Android, iOS                                     | Sim | Não       | [ 41 ]              |
| Princess Connect! Re:Dive                        | - JP: 15 de fevereiro de 2018 - WW: 19 de janeiro de 2021 | - JP: Cygames - WW: Crunchyroll Games | Android, iOS                                     | Sim | Sim       | [ 42 ]              |
| Dragalia Lost                                    | - WW: 27 de setembro de 2018                              | - WW: Nintendo                        | Android, iOS                                     | Sim | Sim       | [ 43 ]              |
| World Flipper                                    | - JP: 27 de novembro de 2019 - WW: 2021                   | - JP: Cygames - WW: Kakao Games       | Android, iOS                                     | Sim | Não       | [carece de fontes?] |
| Uma Musume Pretty Derby                          | - JP: 24 de fevereiro de 2021                             | - JP: Cygames                         | Android, iOS, DMM Games                          | Sim | Sim       | [ 44 ]              |
| Eiyuu Gakuen Hero-ka                             | Por anunciar                                              | - JP: Cygames                         | Por anunciar                                     | Sim | Não       | [ 45 ]              |

### Jogos para consoles
| Título                                              | Data de lançamento                                                    | Publicadora                     | Plataformas                  | JP  | WW  | Ref.   |
| --------------------------------------------------- | --------------------------------------------------------------------- | ------------------------------- | ---------------------------- | --- | --- | ------ |
| Wondership Q                                        | - JP: 19 de novembro de 2015 (Vita) - WW: 18 de julho de 2016 (Steam) | - WW: Cygames                   | PlayStation Vita, Steam      | Sim | Sim | [ 46 ] |
| The Idolmaster Cinderella Girls: Viewing Revolution | - JP: 13 de março de 2016 - WW: 18 de julho de 2017                   | - WW: Bandai Namco              | PlayStation 4 (PSVR)         | Sim | Sim | [ 47 ] |
| Anubis: Zone of the Enders – M∀RS                   | - WW: 4 de setembro de 2018                                           | - WW: Konami                    | PlayStation 4, Steam         | Sim | Sim | [ 48 ] |
| Granblue Fantasy Versus                             | - JP: 10 de fevereiro de 2020 - WW: 6 de março de 2020                | - JP: Cygames - WW: Xseed Games | PlayStation 4, Steam         | Sim | Sim | [ 49 ] |
| Shadowverse: Champion's Battle                      | - JP: 5 de novembro de 2020 - WW: verão de 2021                       | - JP: Cygames - WW: Xseed Games | Nintendo Switch              | Sim | Sim | [ 50 ] |
| Granblue Fantasy: Relink                            | - JP: 2022                                                            | - JP: Cygames                   | PlayStation 4, PlayStation 5 | Sim | Sim | [ 51 ] |
| Project Awakening                                   | Por anunciar                                                          | - JP: Cygames                   | PlayStation 4                | Sim | Sim | [ 52 ] |
| Project GAMM                                        | Por anunciar                                                          | - JP: Cygames                   | Por anunciar                 | Sim | Sim | [ 53 ] |